# Marco Bracci
Marco Bracci (ur. 23 sierpnia 1966 w Fucecchio) – włoski siatkarz. W latach 1988–2002 wystąpił 347 razy w reprezentacji Włoch. Karierę sportową zakończył w 2005. W 2006 został II trenerem reprezentacji Włoch siatkarek.
Trzykrotny mistrz Świata w: 1990 w Brazylii, 1994 w Grecji oraz 1998 w Japonii. Czterokrotny mistrz Europy w: 1989 w Szwecji, 1993 w Finlandii, 1995 w Grecji oraz 1999 w Austrii. Wicemistrz olimpijski z 1996 z Atlanty oraz brązowy medalista olimpijski z 2000 z Sydney.

## Sukcesy

### jako zawodnik
- Mistrzostwa Świata:
  -  1990, 1994, 1998
- Mistrzostwa Europy:
  -  1989, 1993, 1995, 1999
- Igrzyska olimpijskie:
  -  1996
  -  2000

## Odznaczenia
25 lipca 2000 został odznaczony Orderem Zasługi Republiki Włoskiej.